# 国生みさき
国生 みさき（こくしょう みさき、1986年10月2日 - ）は、日本の元AV女優。
身長:158cm。スリーサイズ:B84(F)・W59・H85。血液型:A型。

## 略歴
千葉県出身。2007年にAVデビュー。
現在は引退している。

## 出演作品

### アダルトビデオ
2007年
- kawaii*girl 04（2月25日、kawaii*）
- 学校で女子校生が猥褻ダンス（4月14日、ラハイナ東海）共演:喜多見なな、高島みく、杏、川原ちえみ、もえ
- 女子校生の肛門、角こすりつけアナニー（4月21日、ラハイナ東海）他出演:もえ、高島みく、喜多見なな、川原ちえみ
- DANCEビッチプロジェクト SIX-GIRLS（4月28日、ラハイナ東海）他出演:小峰由衣 他
- 禁断淫欲病棟（7月5日、アウダースジャパン）共演:友田真希、姫野愛、椎名りく
- DOKIレズ 12（7月5日、アウダースジャパン）共演:友田真希 他出演:姫野愛、椎名りく
- 痴女精神科医の手コキ カウンセリング（8月25日、ラハイナ東海）他出演:真中かおり
- 祝!!SOD創立12周年特別企画第一弾!! ファン大感謝祭（9月6日、SODクリエイト）他多数共演
- 女を狂わす惚れ薬を手に入れた。（9月20日、SODクリエイト）共演:松野ゆい、新垣さや、島田加奈、酒井みう
- 祝!!SOD創立12周年特別企画第三弾!! ファン大感謝祭 コスプレイヤー・女子大生 ピチピチロリータSP （9月20日、SODクリエイト）共演:松坂るい、並樹ゆりあ、高島みく、竹下あや、花泉結香
- 彼女のカノジョと*24（10月5日、ゴーゴーズ）共演:彩芽はる
- 最初で最後の卒業式露出（10月18日、SODクリエイト）共演:樹林れもん、佐原みつな、冬野みずき 他
- 女子高生イカせあいBATTLE LADY処女争奪スペシャル!（11月22日、LADY×LADY）共演:春海りく 他
- SEX マシーン×オナニー vol.2（12月7日、映天）他出演:新藤さやか 他
- 突然背後から手コかれちゃった僕 その3（12月13日、アロマ企画）他出演:蓮見麗奈、あさみ莉緒、芽衣奈、星野じゅり
- ボクらの秘技伝授　俺だけのテクニック全国版（12月20日、SODクリエイト）他出演:清原りょう、絢音ミミ、伊藤あずさ、飯島くらら、琴野まゆか、茅ヶ崎ありす、京本かえで、日比野夕希、元木ひなよ、紫月

2008年
- 近い血縁関係にある者の性的行為（3月25日、FAプロ）共演:浅井舞香